# Góra Newtona
Góra Newtona (norw. Newtontoppen) – szczyt (nunatak) we wschodniej części wyspy Spitsbergen. Jest to najwyższy szczyt Svalbardu, terytorium zależnego Norwegii.